# Intadjedite
Intadjedite (ou Tandieté), est une commune malienne, située dans le département de la Saharienne, chef-lieu cercle de Tréssaco, dans la région de Kidal.